# Seconda Divisione FIDAF 2022
La Seconda Divisione FIDAF 2022 è la 15ª edizione del campionato di football americano di Seconda Divisione organizzato dalla FIDAF (39ª edizione del campionato di secondo livello). Vi partecipano 12 squadre divise in 3 gironi.

## Squadre partecipanti
| Club               | Città                      | Stadio                                | Sponsor ufficiale | Risultato nella stagione 2021 |
| ------------------ | -------------------------- | ------------------------------------- | ----------------- | ----------------------------- |
| Aquile Ferrara     | Ferrara                    |                                       | Dimedia srl       | 4º posto girone C             |
| Daemons Cernusco   | Cernusco sul Naviglio (MI) | Centro Sportivo Scirea                |                   | Quarti di finale              |
| Frogs Legnano      | Legnano (MI)               |                                       |                   | 4º posto girone B             |
| Giaguari Torino    | Torino                     | Stadio Primo Nebiolo                  |                   | Silver Bowl                   |
| Hogs Reggio Emilia | Reggio Emilia              |                                       |                   | 3º posto girone C             |
| Lions Bergamo      | Bergamo                    | Impianti Sportivi Stezzano (Stezzano) | HVM               | 3º posto girone B             |
| Pirates Savona     | Savona                     |                                       |                   | 4º posto girone A             |
| Reapers Torino     | Torino                     |                                       |                   | 3º posto girone A             |
| Redskins Verona    | Verona                     |                                       |                   | 3º posto girone D             |
| Saints Padova      | Padova                     | C.S. Altichiero                       |                   | Quarti di finale              |
| Sentinels Isonzo   | Ronchi dei Legionari       | Stadio G. Mian (Cormons)              |                   | 4º posto Girone D             |
| Skorpions Varese   | Varese                     |                                       |                   | Semifinale                    |

## Stagione regolare

### Calendario

#### 1ª giornata
| Legnano 5 marzo 2022, ore 16:00 | Frogs Legnano | 13 – 20 (6-0 0-12 7-0 0-8) referto | Lions Bergamo | Campo Sportivo dell'Amicizia (90 spett.)\| Arbitro: \| P. Moglia \| |
| Arbitro:                        | P. Moglia     |                                    |               |                                                                     |

| Padova 6 marzo 2022, ore 14:30 | Saints Padova | 20 – 0 (0-0 7-0 0-0 13-0) referto | Sentinels Isonzo | Stadio Plebiscito |

| Varese 6 marzo 2022, ore 14:35 | Skorpions Varese | 42 – 0 (21-0 14-0 7-0 0-0) referto | Redskins Verona | Stadio Franco Ossola (130 spett.)\| Arbitro: \| Zampedri \| |
| Arbitro:                       | Zampedri         |                                    |                 |                                                             |

| Cernusco sul Naviglio 6 marzo 2022, ore 15:15 | Daemons Cernusco | 40 – 6 (14-0 19-6 7-0 0-0) referto | Pirates Savona | Stadio Gaetano Scirea (150 spett.)\| Arbitro: \| P. Moglia \| |
| Arbitro:                                      | P. Moglia        |                                    |                |                                                               |

#### 2ª giornata
| Stezzano 13 marzo 2022, ore 14:00 | Lions Bergamo | 21 – 7 (7-0 7-0 7-0 0-7) referto | Redskins Verona | Impianti Sportivi Stezzano (140 spett.)\| Arbitro: \| F. Garlaschi \| |
| Arbitro:                          | F. Garlaschi  |                                  |                 |                                                                       |

| Ferrara 13 marzo 2022, ore 14:05 | Aquile Ferrara | 6 – 21 (0-7 0-7 0-0 6-7) referto | Giaguari Torino | Mike Wyatt Field (65 spett.)\| Arbitro: \| G. Virone \| |
| Arbitro:                         | G. Virone      |                                  |                 |                                                         |

#### 3ª giornata
| Cormons 19 marzo 2022, ore 19:59 | Sentinels Isonzo | 31 – 28 (14-0 14-14 3-6 0-8) referto | Daemons Cernusco | Stadio G. Mian (78 spett.)\| Arbitro: \| M. Valentino \| |
| Arbitro:                         | M. Valentino     |                                      |                  |                                                          |

| Scandiano 19 marzo 2022, ore 21:00 | Hogs Reggio Emilia | 0 – 28 (0-7 0-0 0-7 0-14) referto | Giaguari Torino | Stadio Andrea Torelli (100 spett.)\| Arbitro: \| A. Maghini \| |
| Arbitro:                           | A. Maghini         |                                   |                 |                                                                |

| Albisola Superiore 20 marzo 2022, ore 14:35 | Pirates Savona | 3 – 9 (3-0 0-2 0-0 0-7) referto | Saints Padova | C.S. Luigi Pomina (150 spett.)\| Arbitro: \| P. Moglia \| |
| Arbitro:                                    | P. Moglia      |                                 |               |                                                           |

#### 4ª giornata
| Scandiano 26 marzo 2022, ore 20:30 | Hogs Reggio Emilia | 6 – 14 (0-7 0-7 0-0 6-0) referto | Reapers Torino | Stadio Andrea Torelli (100 spett.)\| Arbitro: \| P. Moglia \| |
| Arbitro:                           | P. Moglia          |                                  |                |                                                               |

| San Giovanni Lupatoto 27 marzo 2022, ore 14:30 | Redskins Verona | 0 – 7 (0-0 0-0 0-7 0-0) referto | Frogs Legnano | C.S. Mozzo (100 spett.)\| Arbitro: \| A. Maghini \| |
| Arbitro:                                       | A. Maghini      |                                 |               |                                                     |

| Padova 27 marzo 2022, ore 14:30 | Saints Padova | 18 – 14 (6-7 0-7 12-0 0-0) referto | Daemons Cernusco | Stadio Plebiscito (100 spett.)\| Arbitro: \| L. Mancino \| |
| Arbitro:                        | L. Mancino    |                                    |                  |                                                            |

#### 5ª giornata
| Grugliasco 2 aprile 2022, ore 21:00 | Reapers Torino | 0 – 31 (0-7 0-7 0-17 0-0) | Giaguari Torino | Campo CUS Torino |

| San Giovanni Lupatoto 3 aprile 2022, ore 14:30 | Redskins Verona | 12 – 43 (0-8 0-7 6-14 6-14) | Skorpions Varese | C.S. Mozzo |

| Stezzano 3 aprile 2022, ore 14:35 | Lions Bergamo | 27 – 0 (7-0 7-0 13-0 0-0) | Frogs Legnano | Impianti Sportivi Stezzano |

#### 6ª giornata
| Varese 9 aprile 2022, ore 18:30 | Skorpions Varese | 28 – 31 (6-0 0-17 15-7 7-7) | Lions Bergamo | Stadio Franco Ossola |

| Albisola Superiore 10 aprile 2022, ore 14:30 | Pirates Savona | 17 – 6 (3-0 7-0 0-0 7-6) | Daemons Cernusco | C.S. Luigi Pomina |

#### 7ª giornata
| Verona 23 aprile 2022, ore 18:30 | Redskins Verona | 0 – 38 (0-7 0-14 0-10 0-7) | Lions Bergamo | C.S. Comunale "Europa" |

| Cormons 23 aprile 2022, ore 20:30 | Sentinels Isonzo | 21 – 18 (0-7 6-0 7-11 8-0) | Saints Padova | Stadio G. Mian |

| Grugliasco 23 aprile 2022, ore 21:00 | Reapers Torino | 16 – 7 (0-0 9-7 7-0 0-0) | Hogs Reggio Emilia | Campo CUS Torino |

| Legnano 24 aprile 2022, ore 14:30 | Frogs Legnano | 0 – 42 (0-14 0-21 0-7 0-0) | Skorpions Varese | Campo Sportivo dell'Amicizia |

| Torino 24 aprile 2022, ore 15:05 | Giaguari Torino | 27 – 10 (7-0 13-7 0-3 7-0) | Aquile Ferrara | Stadio Primo Nebiolo |

#### 8ª giornata
| Vedano Olona 30 aprile 2022, ore 14:05 | Skorpions Varese | 35 – 6 (6-0 15-6 0-0 14-0) | Frogs Legnano | Campo Skorpions Varese |

| Grugliasco 30 aprile 2022, ore 21:30 | Reapers Torino | 5 – 6 (3-0 0-6 0-0 2-0) | Aquile Ferrara | Campo CUS Torino |

| Cernusco sul Naviglio 1º maggio 2022, ore 15:05 | Daemons Cernusco | 18 – 13 (6-0 6-7 0-6 6-0) | Sentinels Isonzo | Stadio Gaetano Scirea |

| Padova 1º maggio 2022, ore 15:30 | Saints Padova | 0 – 12 (0-12 0-0 0-0 0-0) | Pirates Savona | Stadio Plebiscito |

#### 9ª giornata
| Legnano 8 maggio 2022, ore 14:35 | Frogs Legnano | 28 – 14 (7-7 0-7 14-0 7-0) | Redskins Verona | Campo Sportivo dell'Amicizia |

| Cormons 8 maggio 2022, ore 15:00 | Sentinels Isonzo | 7 – 28 (0-0 0-7 0-7 7-14) | Pirates Savona | Stadio G. Mian |

| Ferrara 8 maggio 2022, ore 15:00 | Aquile Ferrara | 10 – 0 (0-0 7-0 3-0 0-0) | Reapers Torino | Mike Wyatt Field |

| Torino 8 maggio 2022, ore 15:15 | Giaguari Torino | 35 – 0 (14-0 7-0 14-0 0-0) | Hogs Reggio Emilia | Stadio Primo Nebiolo |

#### 10ª giornata
| Scandiano 14 maggio 2022, ore 20:00 | Hogs Reggio Emilia | 12 – 0 (6-0 0-0 0-0 6-0) | Aquile Ferrara | Stadio Andrea Torelli |

| Albisola Superiore 15 maggio 2022, ore 14:30 | Pirates Savona | 28 – 23 | Sentinels Isonzo | C.S. Luigi Pomina |

| Stezzano 15 maggio 2022, ore 14:30 | Lions Bergamo | 7 – 20 (7-0 0-14 0-0 0-6) | Skorpions Varese | Impianti Sportivi Stezzano |

| Torino 15 maggio 2022, ore 15:00 | Giaguari Torino | 63 – 13 (7-0 14-13 28-0 14-0) | Reapers Torino | Stadio Primo Nebiolo |

| Cernusco sul Naviglio 15 maggio 2022, ore 16:00 | Daemons Cernusco | 20 – 7 (7-0 6-0 0-0 7-7) | Saints Padova | Stadio Gaetano Scirea |

#### Recuperi 1
| Ferrara 22 maggio 2022, ore 15:00 | Aquile Ferrara | 14 – 0 (0-0 7-0 7-0 0-0) | Hogs Reggio Emilia | Mike Wyatt Field |

### Classifiche
Le classifiche della regular season sono le seguenti:
- La qualificazione ai playoff è indicata in verde

#### Classifica Girone A
| Pos. | Squadra            | PCT   | G | V | P | PF  | PS  |
| ---- | ------------------ | ----- | - | - | - | --- | --- |
| 1    | Giaguari Torino    | 1.000 | 6 | 6 | 0 | 205 | 29  |
| 2    | Aquile Ferrara     | .500  | 6 | 3 | 3 | 46  | 65  |
| 3    | Reapers Torino     | .333  | 6 | 2 | 4 | 48  | 123 |
| 4    | Hogs Reggio Emilia | .166  | 6 | 1 | 5 | 25  | 107 |

#### Classifica Girone B
| Pos. | Squadra          | PCT  | G | V | P | PF  | PS  |
| ---- | ---------------- | ---- | - | - | - | --- | --- |
| 1    | Skorpions Varese | .833 | 6 | 5 | 1 | 210 | 56  |
| 2    | Lions Bergamo    | .833 | 6 | 5 | 1 | 144 | 68  |
| 3    | Frogs Legnano    | .333 | 6 | 2 | 4 | 54  | 138 |
| 4    | Redskins Verona  | .000 | 6 | 0 | 6 | 33  | 179 |

#### Classifica Girone C
| Pos. | Squadra          | PCT  | G | V | P | PF  | PS  |
| ---- | ---------------- | ---- | - | - | - | --- | --- |
| 1    | Pirates Savona   | .667 | 6 | 4 | 2 | 94  | 85  |
| 2    | Daemons Cernusco | .500 | 6 | 3 | 3 | 126 | 92  |
| 3    | Saints Padova    | .500 | 6 | 3 | 3 | 72  | 70  |
| 4    | Sentinels Isonzo | .333 | 6 | 2 | 4 | 95  | 140 |

## Playoff

### Tabellone
|  | Quarti di finale | Quarti di finale | Quarti di finale |                  |                  | Semifinali       | Semifinali | Semifinali |  |  | XXVIII Silver Bowl | XXVIII Silver Bowl | XXVIII Silver Bowl |  |
|  |                  |                  |                  |                  |                  |                  |            |            |  |  |                    |                    |                    |  |
|  | Giaguari Torino  | Giaguari Torino  | 36               |                  |                  |                  |            |            |  |  |                    |                    |                    |  |
|  | Giaguari Torino  | Giaguari Torino  | 36               |                  |                  |                  |            |            |  |  |                    |                    |                    |  |
|  | Reapers Torino   | Reapers Torino   | 22               |                  |                  |                  |            |            |  |  |                    |                    |                    |  |
|  | Reapers Torino   | Reapers Torino   | 22               |                  | Giaguari Torino  | Giaguari Torino  | 23         |            |  |  |                    |                    |                    |  |
|  |                  |                  |                  |                  | Giaguari Torino  | Giaguari Torino  | 23         |            |  |  |                    |                    |                    |  |
|  |                  |                  | Lions Bergamo    | Lions Bergamo    | 24               |                  |            |            |  |  |                    |                    |                    |  |
|  | Lions Bergamo    | Lions Bergamo    | Lions Bergamo    | Lions Bergamo    | 24               | 36               |            |            |  |  |                    |                    |                    |  |
|  | Lions Bergamo    | Lions Bergamo    |                  |                  |                  |                  |            |            |  |  |                    |                    |                    |  |
|  | Daemons Cernusco | Daemons Cernusco | 21               |                  |                  |                  |            |            |  |  |                    |                    |                    |  |
|  | Daemons Cernusco | Daemons Cernusco | 21               |                  | Lions Bergamo    | Lions Bergamo    | 21         |            |  |  |                    |                    |                    |  |
|  |                  |                  |                  |                  |                  |                  |            |            |  |  |                    |                    |                    |  |
|  |                  |                  | Skorpions Varese | Skorpions Varese | 35               |                  |            |            |  |  |                    |                    |                    |  |
|  | Skorpions Varese | Skorpions Varese | Skorpions Varese | Skorpions Varese | 35               | 42               |            |            |  |  |                    |                    |                    |  |
|  | Skorpions Varese | Skorpions Varese |                  |                  |                  |                  |            |            |  |  |                    |                    |                    |  |
|  | Saints Padova    | Saints Padova    | 6                |                  |                  |                  |            |            |  |  |                    |                    |                    |  |
|  | Saints Padova    | Saints Padova    | 6                |                  | Skorpions Varese | Skorpions Varese | 38         |            |  |  |                    |                    |                    |  |
|  |                  |                  |                  |                  | Skorpions Varese | Skorpions Varese | 38         |            |  |  |                    |                    |                    |  |
|  |                  |                  | Pirates Savona   | Pirates Savona   | 0                |                  |            |            |  |  |                    |                    |                    |  |
|  | Pirates Savona   | Pirates Savona   | Pirates Savona   | Pirates Savona   | 0                | 43               |            |            |  |  |                    |                    |                    |  |
|  | Pirates Savona   | Pirates Savona   |                  |                  |                  |                  |            |            |  |  |                    |                    |                    |  |
|  | Aquile Ferrara   | Aquile Ferrara   | 0                |                  |                  |                  |            |            |  |  |                    |                    |                    |  |

### Quarti di finale
| 28 maggio 2022 | Lions Bergamo | – | Daemons Cernusco |  |

| Varese 28 maggio 2022, ore 18:30 | Skorpions Varese | – | Saints Padova | Stadio Franco Ossola |

| Albisola Superiore 29 maggio 2022, ore 15:00 | Pirates Savona | – | Aquile Ferrara | C.S. Luigi Pomina |

| Torino 29 maggio 2022, ore 15:00 | Giaguari Torino | – | Reapers Torino | Stadio Primo Nebiolo |

### Semifinali
| 11-12 giugno 2022 | TBD | – | TBD |  |

| 11-12 giugno 2022 | TBD | – | TBD |  |

### XXVIII Silver Bowl
| Milano 25 giugno 2022 | TBD | – | TBD | Velodromo Maspes-Vigorelli |

## Verdetti
- Skorpions Varese Vincitori del Silver Bowl 2022

## Marcatori
| Giocatore      | Sq.              | TD rush | TD recv | TD int | TD p.ret | TD k.ret | TD oth | Xp1 | Xp2 | FG | Saf | Totale |
| -------------- | ---------------- | ------- | ------- | ------ | -------- | -------- | ------ | --- | --- | -- | --- | ------ |
| L. Aldrighetti | Lions Bergamo    | 2       | 2       | 0      | 0        | 0        | 0      | 0   | 1   | 0  | 0   | 26     |
| L. Greselin    | Daemons Cernusco | 0       | 3       | 0      | 0        | 0        | 0      | 4   | 0   | 0  | 0   | 22     |
| 3 giocatori    | 18               |         |         |        |          |          |        |     |     |    |     |        |
| L. Petreni     | Daemons Cernusco | 0       | 2       | 0      | 0        | 0        | 0      | 0   | 1   | 0  | 0   | 14     |
| M. Sustarsic   | Sentinels Isonzo | 0       | 1       | 0      | 0        | 0        | 0      | 4   | 0   | 1  | 0   | 13     |
| 5 giocatori    | 12               |         |         |        |          |          |        |     |     |    |     |        |
| A. Lupo        | Daemons Cernusco | 0       | 1       | 0      | 0        | 0        | 0      | 4   | 0   | 0  | 0   | 10     |
| A. Delaria     | Frogs Legnano    | 0       | 0       | 0      | 0        | 0        | 0      | 2   | 0   | 2  | 0   | 8      |
| J. Caprioglio  | Giaguari Torino  | 0       | 0       | 0      | 0        | 0        | 0      | 7   | 0   | 0  | 0   | 7      |
| 17 giocatori   | 6                |         |         |        |          |          |        |     |     |    |     |        |
| T. Patrignani  | Saints Padova    | 0       | 0       | 0      | 0        | 0        | 0      | 4   | 0   | 0  | 0   | 4      |
| 2 giocatori    | 3                |         |         |        |          |          |        |     |     |    |     |        |
| 2 giocatori    | 2                |         |         |        |          |          |        |     |     |    |     |        |
| T. Bianciardi  | Redskins Verona  | 0       | 0       | 0      | 0        | 0        | 0      | 1   | 0   | 0  | 0   | 1      |

## Passer rating
La classifica tiene in considerazione soltanto i quarterback con almeno 10 lanci effettuati ed è calcolata sul rating NCAA.
| Giocatore        | Sq.                | G | Att | Comp | Int | Yds | TD | NFL    | NCAA   |
| ---------------- | ------------------ | - | --- | ---- | --- | --- | -- | ------ | ------ |
| Crosta           | Skorpions Varese   | 1 | 14  | 9    | 0   | 117 | 1  | 114,29 | 158,06 |
| J. Baidal Macias | Daemons Cernusco   | 3 | 94  | 43   | 3   | 796 | 9  | 94,10  | 142,09 |
| N. Dalmasso      | Giaguari Torino    | 2 | 38  | 16   | 3   | 280 | 3  | 61,29  | 114,26 |
| M. Vecchiato     | Saints Padova      | 3 | 44  | 17   | 3   | 286 | 4  | 63,26  | 109,60 |
| B. Labarile      | Hogs Reggio Emilia | 2 | 23  | 13   | 0   | 96  | 1  | 81,07  | 105,93 |
| A. Arduini       | Sentinels Isonzo   | 2 | 44  | 20   | 1   | 216 | 2  | 66,10  | 97,15  |
| L. Fontana       | Reapers Torino     | 1 | 17  | 8    | 0   | 82  | 0  | 61,40  | 87,58  |
| D. Rossi         | Lions Bergamo      | 2 | 61  | 23   | 1   | 214 | 2  | 52,22  | 74,71  |
| Z. Zucchelli     | Aquile Ferrara     | 1 | 34  | 16   | 4   | 113 | 1  | 25,37  | 61,15  |
| G. Vincenti      | Frogs Legnano      | 1 | 15  | 3    | 0   | 30  | 1  | 61,81  | 58,80  |
| S. Centonze      | Redskins Verona    | 3 | 50  | 22   | 6   | 186 | 0  | 14,67  | 51,25  |
| R. Ragazzini     | Redskins Verona    | 3 | 11  | 4    | 1   | 16  | 0  | 7,01   | 30,40  |
| F. Burato        | Pirates Savona     | 2 | 36  | 7    | 5   | 124 | 1  | 11,11  | 29,77  |
| T. Bianciardi    | Redskins Verona    | 2 | 11  | 1    | 0   | 7   | 0  | 39,58  | 14,44  |
| Ruozzi           | Hogs Reggio Emilia | 1 | 9   | 4    | 1   | 13  | 0  |        |        |
| A. Delaria       | Frogs Legnano      | 1 | 5   | 1    | 1   | 9   | 0  |        |        |
| R. Duranti       | Giaguari Torino    | 1 | 3   | 2    | 0   | 37  | 1  |        |        |
| Morelli          | Giaguari Torino    | 1 | 3   | 2    | 0   | 28  | 0  |        |        |
| D. Micic         | Sentinels Isonzo   | 1 | 2   | 0    | 0   | 0   | 0  |        |        |
| G. Verderio      | Frogs Legnano      | 1 | 2   | 0    | 2   | 0   | 0  |        |        |
| J. Furlani       | Sentinels Isonzo   | 1 | 1   | 0    | 0   | 0   | 0  |        |        |
| L. Nuzzi         | Daemons Cernusco   | 1 | 1   | 1    | 0   | 7   | 1  |        |        |